# Cheimonophyllum
Cheimonophyllum — рід грибів родини ципеллові (Cyphellaceae). Назва вперше опублікована 1955 року.

## Класифікація
До роду Cheimonophyllum відносять 5 видів:
- Cheimonophyllum candidissimum
- Cheimonophyllum pontevedrense
- Cheimonophyllum roseum
- Cheimonophyllum stipticoides
- Cheimonophyllum stypticoides